# Roma (juego de mesa)
Roma es un juego de estilo europeo de cartas y dados diseñado por Stefan Feld que tiene elementos o mecánicas comunes con el Hera y Zeus, Battleline, y el juego de cartas de Los descubridores de Catán.

## La idea del juego
Toda Roma está alborotada, el senado y el regimiento de guardia están envueltos en una encarnizada lucha, el pueblo está desunido. Muchos caminos llevan a Roma: entre otras cosas, usted puede proteger su poder y sus puntos con cartas fuertes como la torre y los pretorianos, o puede mover los hilos hábilmente entre bastidores con las cartas del cónsul y del tribuno de la plebe. Aquel que consiga sacar provecho de sus relaciones y utilizar hábilmente sus cartas, al final conseguirá los laureles de la victoria.

## Objetivo del juego
El objetivo del juego es sencillo de entender, Vd. debe gobernar Roma, consiguiendo mayor número de puntos de victoria (PV) que su oponente. Para ello deberá colocar sus cartas de una manera óptima en 6 de las 8 casillas en las que se divide la zona de juego, y saber utilizar inteligentemente en cada turno de la manera más provechosa y óptima posible entre las 8 casillas los tres dados (3d6) de acción que se lanzan.

## Desarrollo del juego
Al principio de sus respectivos turnos, cada jugador deberá pagar 1 PV por cada disco de dados vacante (en los que no tenga ninguna carta jugada debajo de él) en su lado de juego. Seguidamente lanzará sus 3 dados de acción. Con cada dado de acción, un jugador puede realizar una de las siguientes acciones: recaudar dinero, robar cartas, o activar una carta. Para recaudar dinero, coloca uno de los dados en el disco de dinero y el resultado del dado es el número de sestercios que se cobra. Para robar cartas, se usa un dado sobre el disco de cartas, y se roba ese número de cartas del mazo de robar, el jugador las mira, y únicamente se queda con una de las cartas en su mano, descartando boca-arriba el resto. Para activar una carta en juego, coloca un dado en su disco correspondiente, y se ejecuta la acción (el texto que viene indicado en la carta). Algunas cartas, como por ejemplo el Forum, necesitan dos dados de acción para poder usarlas, en tal caso se coloca un primer dado para activar la carta en el disco correspondiente, y se utiliza un segundo dado para el resultado. Además, hay una cuarta acción que se puede realizar que no requiere el uso de ningún dado. Se trata de poner en juego cartas de la mano. Para ello únicamente se ha de pagar su coste en sestercios, que viene indicado en la parte superior izquierda de la carta sobre una moneda. La carta puesta en juego se puede colocar, en el lado de juego del jugador, debajo de cualquier disco vacante o como reemplazo de una ya jugada anteriormente, en cuyo caso la carta sustituida se descarta. Una vez el jugador termina sus acciones, el turno pasa a su oponente, y se continúa con esta sencilla secuencia hasta que se declare un vencedor.
El juego finaliza cuando sucede una de las 2 condiciones siguientes: Si un jugador llega a 0 PV, en cuyo caso resulta ser el perdedor, o si la reserva de puntos de victoria se agota, en cuyo caso, el jugador con mayor número de PV resulta el vencedor. Puede ocurrir, por tanto, que haya un empate técnico al final de la partida.